# Carlos Abraham Jiménez
Carlos Abraham Jiménez López (Yumbo, 28 de abril de 1982) es un ingeniero eléctrico y político colombiano. En la actualidad, ostenta el cargo de Senador de la República de Colombia.

## Biografía
Nació en Yumbo Valle del Cauca. Estudió ingeniería electrónica en la Universidad del Valle y realizó su maestría en magíster de derecho económico en la Universidad Santo Tomás.
Su trayectoria como político inicio como secretario de tránsito de Yumbo entre 2008-2012. Entre 2014-2018 fue miembro de la Cámara de Representantes por Valle del Cauca. En 2018 fue elegido como Senador de la República y fue reelegido en 2022.
En abril de 2024, Jiménez fue uno de los tres congresistas del partido Cambio Radical que fueron demandados al solicitarse perdida de investidura por conflicto de interés ante el Consejo de Estado por haber participado en los debates y votar sobre la aprobación o puesta en vigencia de los llamados impuestos saludables a pesar de que su campaña fue financiada por la empresa Bavaria que produce e importa bebidas azucaradas, por lo que según los demandantes debió haberse declarado impedido de acuerdo a la ley vigente.